# هيلين رودريجيز ترياس

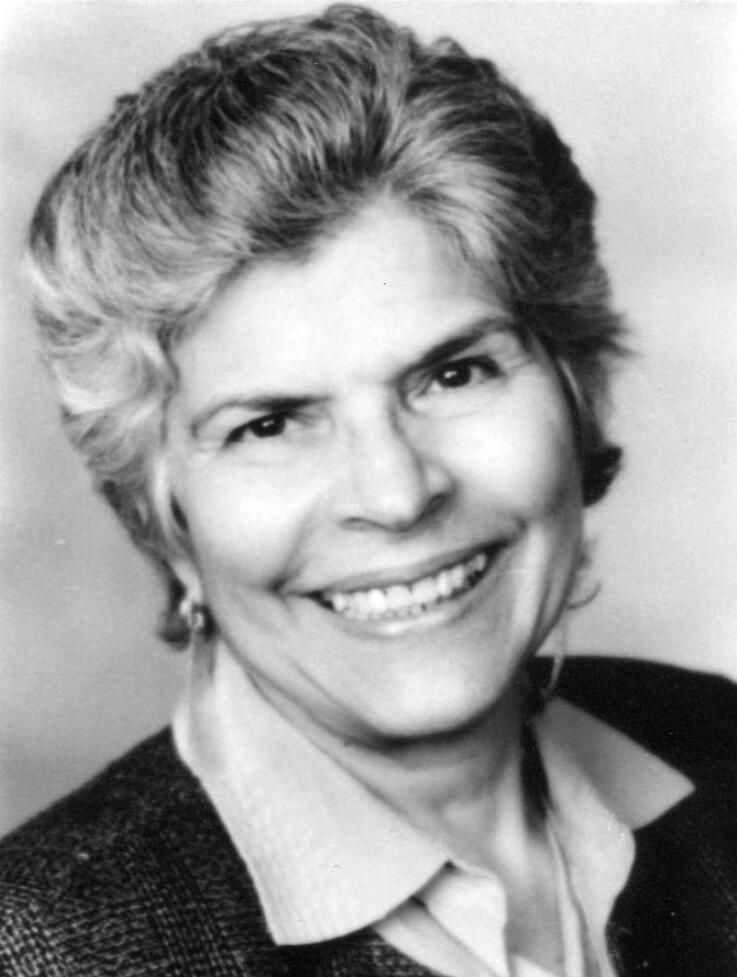
Helen Rodríguez Trías

هيلين رودريجيز ترياس (7 يوليو 1929 , 27 ديسمبر 2001), هي طبيبة أطفال ومُعلمة وناشطة بمجال حقوق المرأة
وتُعتبر هيلين رودريجيز هي أول رئيسة من أصل إسباني  للجمعية الأمريكية للصحة العامة، وعضو مؤسس في التجمع النسائي (UND) في الجمعية الأمريكية للصحة العامة
كما يُنسب إليها المساعدة في توسيع نطاق خدمات الصحة العامة للنساء والأطفال من الأقليات وذوي الدخل المنخفض بكافة أنحاء العالم، وحازت هيلين علي وسام المواطنين الرئاسيين من قبل الرئيس الأمريكي كيلنتون.

## نشأتها:-
ولدت هيلين رودريجيز ترياس في 7 يوليو 1929 بمدينة نيويورك، وقضت سنواتها الأولي في بورتوريكو.
وفي طفولتها تعرضت هيلين إلي العنصرية والتمييز، وتم نقلها إلي فصل دراسي مع طلاب يعانون من صعوبات بالتعليم، علي الرغم من ذكائها وحصولها علي درجات عالية، بالإضافة إلي تحدثها للغة الأنجليزية، ولكن بعد مشاركتها لقصيدة شعرية، أردكت مُعلمتها أنها طفلة موهوبة، ونُقلت مع الطلاب الموهوبين بمدرستها.

## دراستها ونشاطها السياسي:-
وفي عام 1948 بدأت دراستها بكلية الطب، بجامعة بورتوريكو بسان خوان، ومن الجامعة بدأت هيلين الانخراط في الحزب الطلابي القومي البورتوريكي.
وكانت قد تمت دعوة الزعيم القومي دون بيدرو ألبيزو كامبوس للتحدث من قبل مجلس الطلاب، ومع ذلك، فإن مستشار الجامعة، خايمي ريكساش بينيتيز، لم يسمح لألبيزو بدخول الحرم الجامعي، ونتيجة لذلك، أضرب الطلاب، وكان من بينهم  هيلين رودريغيز، ولكن شقيقها رفض  ذلك، وهدد بقطع نفقات دراستها الجامعية وحينها عادت إلى نيويورك.
وفي نيويورك تزوجت هيلين وأنجبت 3 أطفال، وبعدها عادت هيلين إلي بورتوريكو لأستكمال دراستها، وأصبحت من النشطاء في قضايا حرية التعبير، واستقلال بورتوريكو.
وفي عام 1960 حصلت علي شهادتها في الطب، وهي في عقدها الثالث، وبعد فترة أنجبت هيلين طفلها الرابع، وبعدها أنشأت أول مركز لرعاية الأطفال حديثي الولادة في بورتوريكو، في سان خوان، وساهم هذا في إنخفاض معدل وفيات الأطفال إلي 50% في غضون 3 سنوات، وفي عام 1970 انفصلت عن زوجها، وأفصحت أن زواجها وطلاقها ساعداها علي النمو والإنطلاق في مسيرتها.
وفي العام ذاته عادت هيلين رودريجيز إلي الولايات المتحدة، وأصبحت ناشطة في مجال الحقوق الإنجابية، خاصة بالنسبة للنساء في بورتوريكو، بعد علمها بأن الحكومة الأمريكية تقوم بتعيقم النساء لدراسة تكنولوجيا تحديد النسل  عليهن.

## حياتها المهنية:-
ترأست هيلين  رودريجيز رئيس قسم طب الأطفال في مستشفى لينكولن في جنوب برونكس، وانخرطت في المجتمع البورتوريكي وشجعت العاملين في مجال الرعاية الصحية في المستشفى على إدراك القضايا الثقافية واحتياجات المجتمع، وترأست أيضا منصب أستاذ مساعد في الطب في كلية ألبرت أينشتاين للطب.

## دفاعها عن حقوق المرأة:-
خلال السنوات التي قضتها هيلين رودريجيز في بورتوريكو، أكتشفت أن الحكومة الأمريكية تستخدم هذه البلدة كمختبر لتكنولوجيا تحديد النسل، وكانت تتلقي النساء في بورتوريكو تعقيما قسريا، وأصبحن اختبارا للعقاقير الإنجابية التي طورتها شركات الأدوية، بما في ذلك حبوب منع الحمل عن طريق الفم، من هنا وفي عام 1970 كانت عضوا مؤسسا في لجنة إنهاء إساءة أستخدام التعقيم، وفي العالم التالي، أصبحت عضو مؤسس في التجمع النسائي لجمعية الصحة العامة الأمريكية.
وكانت هيلين تؤيد حقوق الإجهاض، وناضلت كثيرا من أجل الحقوق الإنجابية للمرأة في بورتوريكو، وفي عام 1979 أصبحت عضوًا مؤسسًا في لجنة حقوق الإجهاض ومناهضة إساءة استخدام التعقيم.
وبعد المساعدة في إنهاء التعقيم القسري في بورتوريكو، قضت هيلين رودريجيز فترة الثمانينات في العمل من أجل حقوق الأقليات المصابات بفيرس نقص المناعة، وأصبحت  مدير طبي لمعهد الإيدز التابع لوزارة الصحة بولاية نيويورك
وفي التسعينيات، تولت منصب المدير الصحي المشارك لمعهد باسيفيك لصحة المرأة، وهي مجموعة أبحاث ودعوة غير ربحية مكرسة لتحسين رفاهية المرأة في جميع أنحاء العالم وتركز على الإنجاب

## وفاتها
في عام 2001 منحها الرئيس كلينتون الرئيس السابق للولايات المتحدة، ميدالية المواطنون الرئاسية، لدورها في خدمة الحقوق المدنية والأقليات.
وفي 27 ديسمبرمن نفس العام، توفيت  هيلين رودريجيز  في كاليفورنيا بالولايات المتحدة عن عمر يناهز 72 عاما، تاركة تاريخا مشرفا من النضال ومواجهه التمييز في الرعاية الصحية من أجل حقوق الأقليات، والحقوق الإنجابية.